# Melanis pixe
Melanis pixe ist ein Schmetterling (Tagfalter) aus der Familie der Würfelfalter (Riodinidae).

## Merkmale

### Falter
Die Flügelspannweite der Falter beträgt 38 bis 44 Millimeter. Die Flügeloberseiten sind samtig tiefschwarz gefärbt. Der Apex hat eine leuchtend gelbe bis orange Farbe. In der Basalregion befindet sich auf allen Flügeln je ein roter Fleck. Vor dem Saum der Hinterflügel hebt sich eine Reihe roter Flecke deutlich ab. Die Unterseiten der Flügel zeigen ein nahezu identisches Muster wie auf den Oberseiten, es ist jedoch blasser ausgebildet. Aufgrund der sehr markanten Zeichnungselemente sind die Falter unverwechselbar.

### Ei, Raupe, Puppe
Das Ei hat eine grünliche Farbe, ist mit vielen Längsrippen überzogen und zeigt eine dunkle Mikropyle.
Ausgewachsene Raupen sind stark behaart, haben eine kurze, walzenförmige Körperform und eine weißliche bis gelbliche Farbe. Auf jedem Segment heben sich dünne, unterbrochene schwarze Querstreifen ab.
Die Puppe ist gelblich bis graubraun gefärbt und mit kleinen schwarzen Punkten oder Querstreifen versehen. Bei einigen Exemplaren hebt sich ein deutliches Zeichen in Form eines Ankers ab. Sie ist als Stürzpuppe ausgebildet.

## Verbreitung und Vorkommen
Das Hauptverbreitungsgebiet der Art liegt in Mittelamerika und erstreckt sich südlich bis nach Brasilien. In klimatisch günstigen Jahren kommt sie auch im Süden von Texas vor. Melanis pixe besiedelt bevorzugt tropische Wälder und Parkanlagen.

## Unterarten
Neben der Nominatform Melanis pixe pixe werden zwei weitere Unterarten unterschieden:
- Melanis pixe sanguinea (Stichel, 1910), (Costa Rica, Panama)
- Melanis pixe corvina (Stichel, 1910), (Kolumbien).

## Lebensweise
Die Falter fliegen in fortlaufenden Generationen, in Texas von Januar bis November. Sie saugen gerne an Blüten, beispielsweise an Wandelröschen (Lantana). Die Eier werden in Gruppen von 10 bis 30 Stück an der Nahrungspflanze abgelegt. Die Raupen leben gesellig und ernähren sich von den Blättern verschiedener Pithecellobium-Arten.